# Albert Guðmundsson
Albert Guðmundsson (født 15. juni 1997 i Reykjavik, Island), er en islandsk fodboldspiller (kantspiller). Han spiller for Fiorentina(2024).
Han spillede for PSV Eindhoven i Holland.

## Landshold
Gudmundsson har (pr. maj 2018) spillet fire kampe og scoret tre mål for Islands landshold. Han var en del af den islandske trup til VM 2018 i Rusland.
Inden sit debut på A-landsholdet havde Gudmundsson også repræsenteret adskillige af de islandske ungdomslandshold, og debuterede på U/21-landsholdet i 2015.